# ساسوفو
ساسوفو (بالروسية: Сасово) هي إحدى مدن روسيا في الكيان الفدرالي الروسي ريازان أوبلاست.